# Marcel Abraham
Pour les articles homonymes, voir Abraham (patronyme).
Marcel Abraham (Marcel Jacques Abraham), né le 17 juin 1898 à Paris 16e, mort le 17 février 1955 à Paris 17e, est un enseignant, un écrivain et un résistant français.

## Biographie
Après des études au lycée du Havre puis en khâgne au lycée Louis-le-Grand, Marcel Abraham passe l’agrégation de lettres à la Sorbonne en 1923 et devient professeur aux lycées de Charleville-Mézières et d’Orléans, puis au lycée Carnot.
En 1932, il entre au ministère de l'Éducation nationale, où il est directeur de cabinet d'Anatole de Monzie (1932-1934), Jean Zay (1936-1939) et Pierre-Olivier Lapie (1950-1951), tout en occupant les fonctions d'Inspecteur d'Académie. Il est également rédacteur en chef des Cahiers orléanais puis directeur du Mail, collaborateur des Cahiers de la Libération et du journal clandestin Étoiles (sous le pseudonyme de Jean Villefranche), fondateur de Quarantequatre. De même, il a dirigé les travaux des cinq premiers volumes de l’Encyclopédie française et est le maître d’œuvre du tome 10. Écrivain il a écrit un recueil de vers, intitulé Routes, et de prose, Paysages.
Au déclenchement de la Seconde Guerre mondiale, en septembre 1939, il est engagé volontaire.
Révoqué le 1er octobre 1940 de son poste d’inspecteur général de l’Enseignement français à l’étranger, en application de la loi sur le statut des Juifs du 17 juillet 1940, il intègre le réseau du Musée de l’Homme et participe à son journal Résistance.
En 1941, il se réfugie à Toulon après le démantèlement du réseau et forme avec John Mentha, un assureur d’origine suisse, le noyau du réseau local de Franc-Tireur. À Toulouse avec Jean Cassou à la Libération, il retrouve sa place à l'Université et rejoint l'UNESCO, avant de diriger le cabinet de Pierre-Olivier Lapie. Puis il devient directeur des Affaires culturelles au ministère de l’Éducation nationale, directeur du Service Universitaire des Relations avec l'Étranger et l’Outre-mer (SUREOM) et président du Bureau international d’éducation. À la Libération, il devient membre de l'Alliance israélite universelle.
Il écrivait sous le pseudonyme de Jacques Villefranche.
Les papiers personnels de Marcel Abraham sont conservés aux Archives nationales, site de Pierrefitte-sur-Seine, sous la cote 312AP : Inventaire du fonds.

## Œuvres
- Charles Péguy au lycée, 1926
- Hommage à Charles Péguy, 1933
- Paysages, 1934
- La Pédagogie comparée. Un précurseur : Marc-Antoine Jullien de Paris, 1949
- Routes, 1920-1953, 1953

## Pour approfondir